# Haplochromis avium
Haplochromis avium és una espècie de peix de la família dels cíclids i de l'ordre dels perciformes.

## Morfologia
Els mascles poden assolir els 5,2 cm de longitud total.

## Distribució geogràfica
Es troba al llac Albert (Àfrica oriental).